# Ветров, Михаил Семёнович
Михаи́л Семёнович Ве́тров (14 ноября 1908, Тверь — 19 января 1970, Ленинград) — российский трубач, дирижёр и музыкальный педагог. Профессор Ленинградской консерватории, солист Большого симфонического оркестра Всесоюзного радио и Центрального телевидения, лауреат международного конкурса, заслуженный деятель искусств Бурятской АССР (1960).

## Биография
В 1930 году окончил Московскую консерваторию по классу Михаила Адамова. В течение более пятнадцати лет играл в симфонических оркестрах Москвы и Ленинграда, а также в эстрадном оркестре РСФСР под управлением Леонида Утёсова. 
Во второй половине 1940-х и в 1950-е годы руководил эстрадными оркестрами и ансамблями, записывался на грампластинки.
С 1945 года преподавал в Ленинградской консерватории (доцент с 1951 года, профессор — с 1967). Среди учеников Ветрова солисты ЗКР АСО Ленинградской филармонии заслуженные артисты России Вениамин Марголин и Юрий Большиянов, а также солист оркестра театра оперы и балета имени Кирова Владимир Сердюк.